# Караманлидский язык

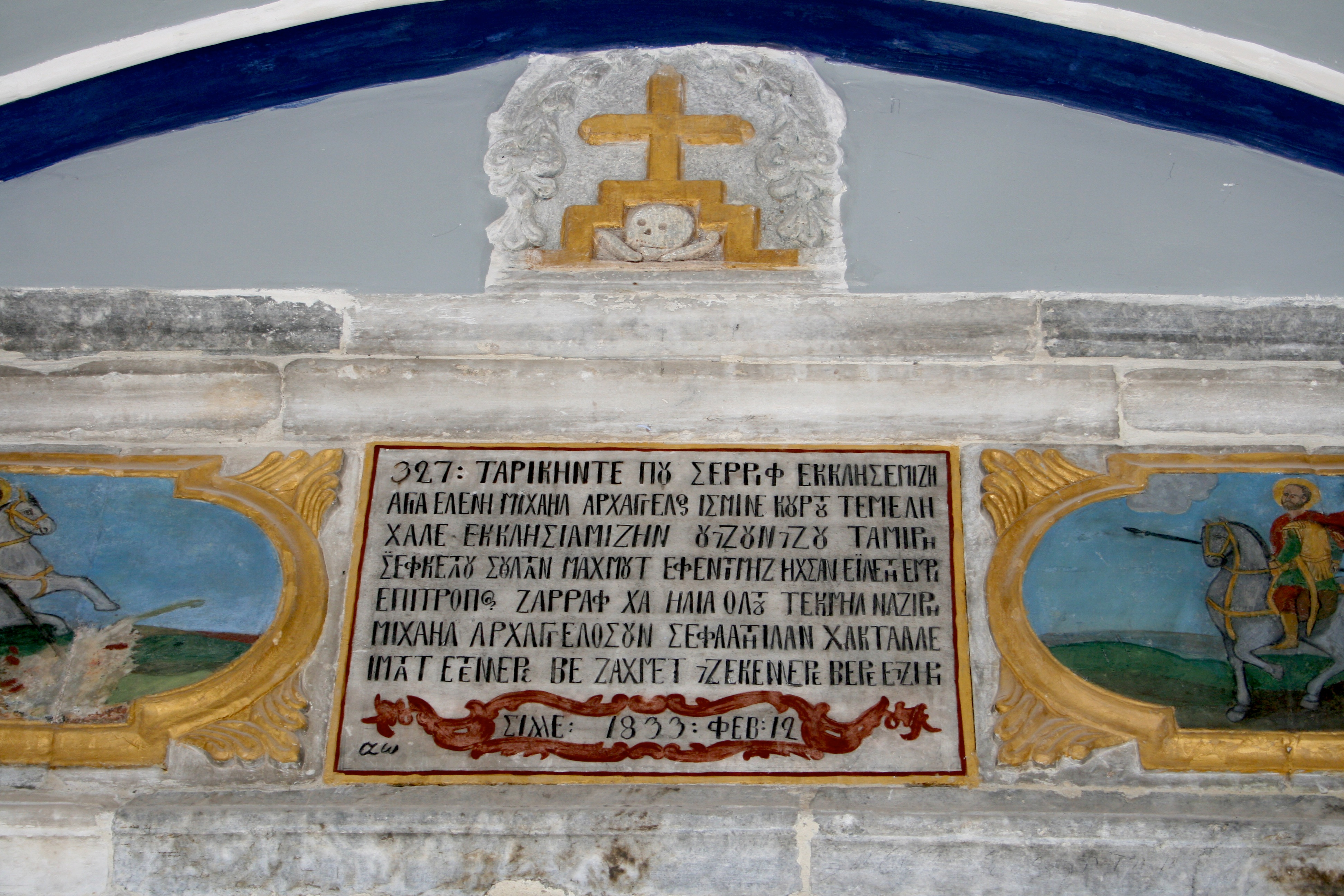
Надпись на караманлидском языке на входе бывшей греческой православной церкви Айя Элени в деревне Силле, недалеко от Коньи

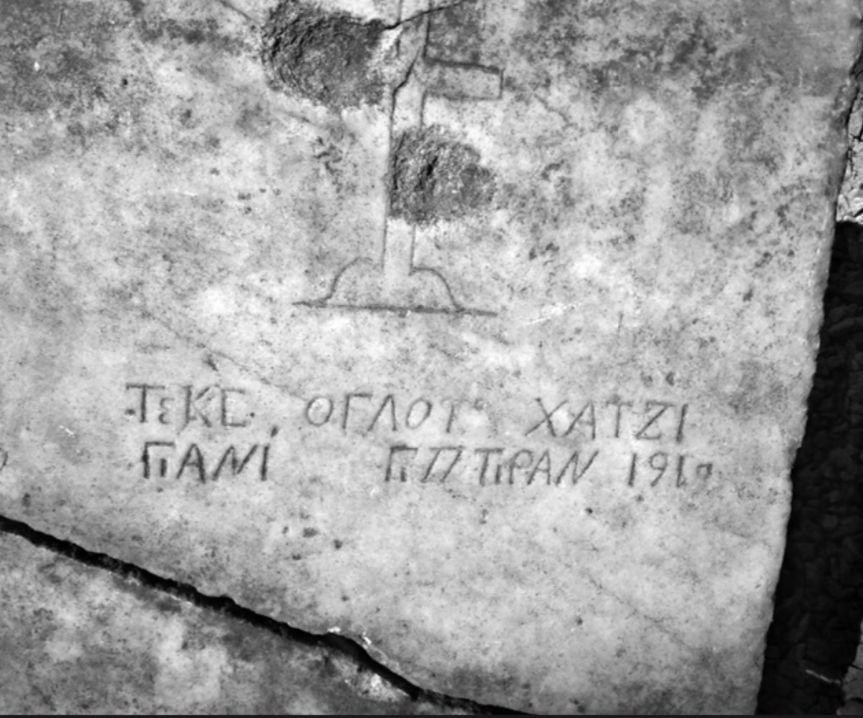
Надпись на Караманли-турецком языке, найденная на надгробии: ΤΕΚΕ ΟΓΛΟΥ ΧΑΤΖΙ ΓΙΑΝΙ ΓΙΑΠΤΙΡΑΝ 1910 «Tekeoğlu Hacı Yanni yaptıran, 1910», Элмалык, Ялова, Турция)

Караманлидский (караманлийский) язык (тур. Karamanlı Türkçesi, греч. Καραμανλήδικα) — язык (с точки зрения турецких лингвистов — диалект турецкого языка), на котором говорят караманлиды, этническая группа православно-христианского вероисповедания, изначально жившая на востоке Османской Турции (Каппадокия), но в XX в. переселённая в Грецию. В то время как османский язык пользовался арабским письмом, караманлиды использовали греческий алфавит для записи своей речи. По мнению ряда турецких историков, караманлиды происходили от тюрков, рано переселившихся на территорию Византии и принявших православное христианство ещё до османского завоевания (о чём говорит близость лексики караманлидского языка к туркменскому языку).
Караманлидский язык имел свою собственную литературную традицию. В XIX веке вышло множество печатных публикаций, часть которых издал Эвангелинос Мисайлидис.
Караманлидские писатели и журналисты покинули Турцию в рамках греко-турецкого обмена населения 1923 года. Некоторые носители сохранили свой язык в диаспоре, но большинство постепенно перешло на литературный новогреческий язык — димотику. Собственная письменная традиция в Малой Азии угасла после того, как Турецкая Республика в ходе реформ первого президента Кемаля Ататюрка перешла на латинский алфавит.
Фрагмент рукописи, написанной на караманлидском языке, был также найден в Каирской генизе.